# زبرگن
زبرگن (به آلمانی: Seebergen) یک منطقهٔ مسکونی در آلمان است که در درای گلایشن واقع شده‌است. زبرگن ۱٬۳۱۱ نفر جمعیت دارد.